# 米尔斯特里特

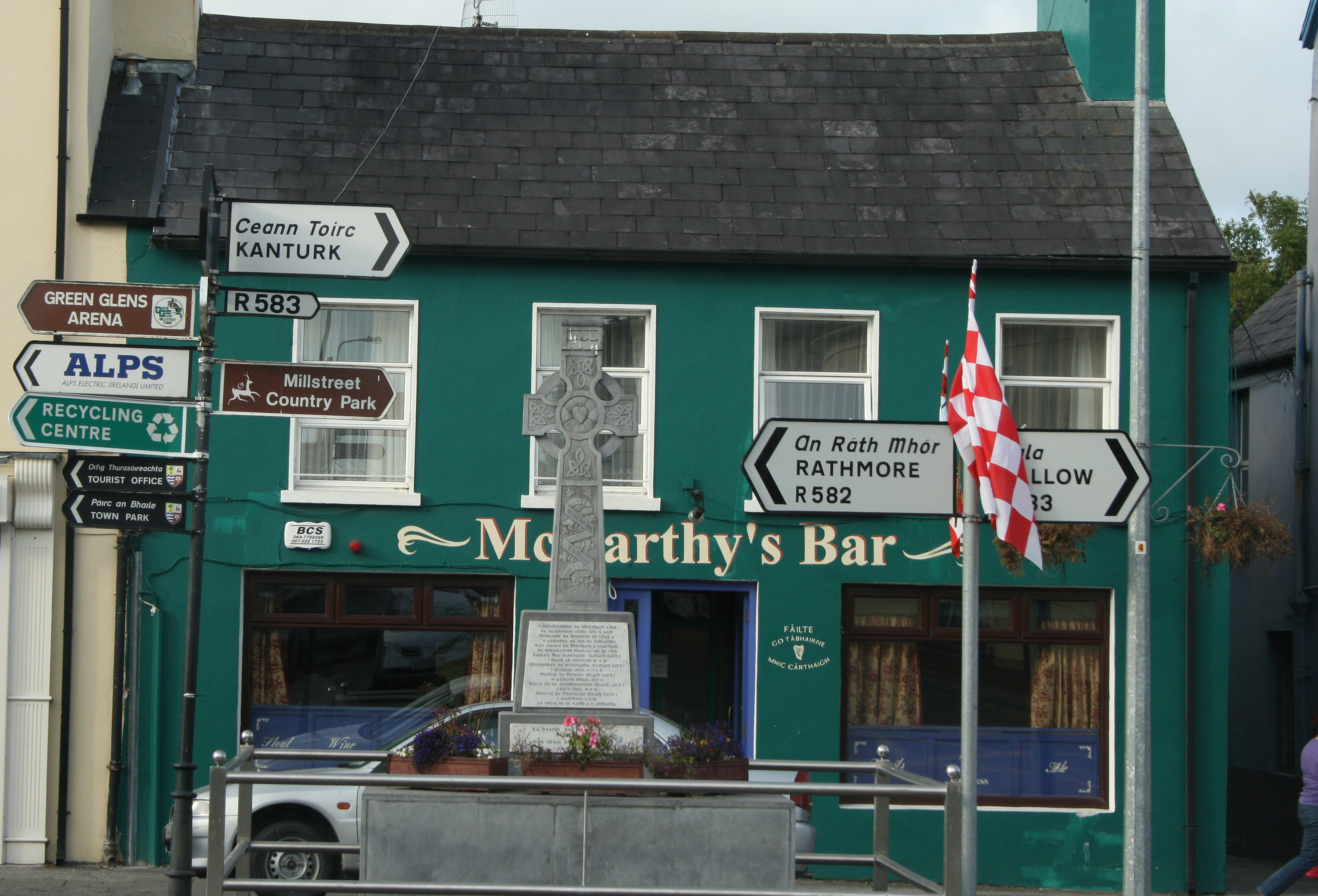
McCarthy酒吧

52°03′36″N 9°03′53″W / 52.06013180000001°N 9.0647121°W
米尔斯特里特是一個位於愛爾蘭科克郡北方的小鎮，人口約1500人。其最為人所熟知的是曾經主辦1993年歐洲歌唱大賽。
該鎮位於宰善（Drishane）的民政教區內，同時也包含在該鎮的聯合濟貧區內，此聯合濟貧區包含了基柯爾尼以及宰善的民政教區。